# 박상미
박상미는 대한민국의 배구 선수이다. 2012-13 V리그 2라운드 1순위(대전 KGC인삼공사)로 프로에 입단하였다.